# Graziano Pellè
Graziano Pellè (San Cesario di Lecce, 1985. július 15. –) olasz válogatott labdarúgó, jelenleg a kínai élvonalban szereplő Shandong Luneng csatára.